# Max Weber (general)
Max Weber (Baden-Baden, Baden, actual Alemania, 27 de agosto de 1824 - 15 de junio de 1901) fue un oficial del ejército de la Confederación Germánica y más tarde general de brigada del Ejército federal de los Estados Unidos durante la guerra civil estadounidense.
Weber nació en Baden-Baden, en el estado alemán de Baden. Sirvió como teniente de infantería en el ejército del gran duque Leopoldo hasta las Revoluciones de 1848 que le llevaron a emigrar a América, siendo uno de los integrantes del gran grupo de refugiados políticos conocido como The Forty-Eighters. Se estableció en Nueva York y trabajó en un hotel que se convirtió en un importante centro de reunión para los inmigrantes alemanes.
En mayo de 1861, Weber se alistó como voluntario al estallar la guerra civil estadounidense, creando una unidad de germano-estadounidenses conocida como "Turner Rifles", compañía que formó parte del 20.º Regimiento de Infantería de Nueva York. Una vez ascendido a general de brigada, Weber estuvo al mando de la guarnición de Fort Monroe en Virginia. Mandó otras unidades sin destacarse por ninguna acción especial y finalmente fue nombrado comandante de la Tercera Brigada de la Segunda División del Segundo Cuerpo del Ejército del Potomac.
Weber participó con su brigada en la Campaña Peninsular en Virginia. En la batalla de Antietam fue herido de gravedad en el brazo cuando lanzó un ataque fallido contra las posiciones confederadas en el Sunken Road. Weber se vio obligado a desempeñar funciones administrativas durante el resto del conflicto debido a su herida. En 1863 trabajó en tareas administrativas y de reclutamiento en Washington D. C.. Al año siguiente fue nombrado comandante de la guarnición de Harpers Ferry y de las tropas federales entre Sleepy Creek y el río Monocacy. En 1864 pudo volver brevemente a los campos de batalla, al combatir la incursión de Jubal Anderson Early contra Washington, para posteriormente volver a tareas en la administración.
Tras la guerra sirvió como cónsul de los EE. UU. en Nantes, Francia, y en varias tareas de recaudación de impuestos.